# Inverness (Colorado)
Inverness es un lugar designado por el censo ubicado en el condado de Arapahoe en el estado estadounidense de Colorado. En el Censo de 2010, tenía una población de 1.532 habitantes y una densidad poblacional de 347,95 personas por km².

## Geografía
Inverness se encuentra ubicado en las coordenadas 39°34′48″N 104°51′44″O / 39.58000, -104.86222. Según la Oficina del Censo de los Estados Unidos, tiene una superficie total de 4,4 km², de la cual 4,4 km² corresponden a tierra firme y 0 km² es agua.

## Demografía
Según el censo de 2010, había 1.532 personas residiendo en Inverness. La densidad de población era de 347,95 hab./km². De los 1.532 habitantes, Inverness estaba compuesto por el 84.01% blancos, el 3.72% eran afroamericanos, el 0.2% eran amerindios, el 7.18% eran asiáticos, el 0.07% eran isleños del Pacífico, el 2.15% eran de otras razas y el 2.68% pertenecían a dos o más razas. Del total de la población el 9.07% eran hispanos o latinos de cualquier raza.